# Pamantolón
Pamantolón es un barrio urbano  del municipio filipino de primera categoría de Taytay perteneciente a la provincia  de Paragua en Mimaro,  Región IV-B.
En 2007 Pamantolón contaba con 1.350 residentes.

## Geografía
El municipio de Taytay se encuentra situado en la isla de Paragua, al norte de la misma.
Su término limita al norte con el municipio de El Nido, barrios de Bebeladán, Bagong-Bayán y Otón, oficialmente Mabini; al  suroeste con el municipio de San Vicente, al sur con el de Roxas; y al sureste con el de Dumaran. En la parte insular se encuentra la bahía de Malampaya y varias isla adyacentes se encuentran tanto en la costa este, mar de Joló como en la  oeste, Mar del Oeste de Filipinas.
Este barrio de Pamantolón forma parte continental por encontrarse en Isla Paragua, concretamente al norte de  la costa este de esta parte del municipio.
Linda al norte con el barrio de  Polaricán (Pularaquen); al sur con la población de Taytay; al este con la bahía de Taytay, donde se encuentra las islas propias  de Guindabdabán (Guindabdaban Island) y de Indapdapán (Indapdapan Island);  y al oeste con los barrios continentales de Catabán y de Pancol.

### Demografía
El barrio  de Pamantolón contaba  en mayo de 2010 con una población de 1.545  habitantes.

## Historia
Taytay formaba parte de la provincia española de  Calamianes, una de las 35 del archipiélago Filipino, en la parte llamada de Visayas. Pertenecía a la audiencia territorial  y Capitanía General de Filipinas, y en lo espiritual a la diócesis de Cebú.